# Castígame
Castígame es el título del décimo álbum de estudio grabado por la cantante y actriz mexicana Lucía Méndez, Fue lanzado al mercado bajo el sello discográfico RCA Ariola en 1986.
El compositor, arreglista y director de todos los temas fue el compositor español Rafael Pérez Botija. De este disco, se desprenden los sencillos Yo no sé quererte más, Castígame, Venecia y Despacio.

## Lista de canciones
1. Amor por amor
2. ¡Tonto!
3. Yo no sé quererte más
4. Castígame
5. Venecia
6. Señor juez
7. ¿Qué tiene?
8. Guerra o paz
9. Mariposa
10. Despacio

- Grabado y mezclado por: Ian Eales
- Grabado y mezclado en: Garden Rake, Studio City, California.

- Fotografía: Harry Langdon
- Diseño: Departamento de arte y diseño RCA Ariola